# Fournou Koryfi

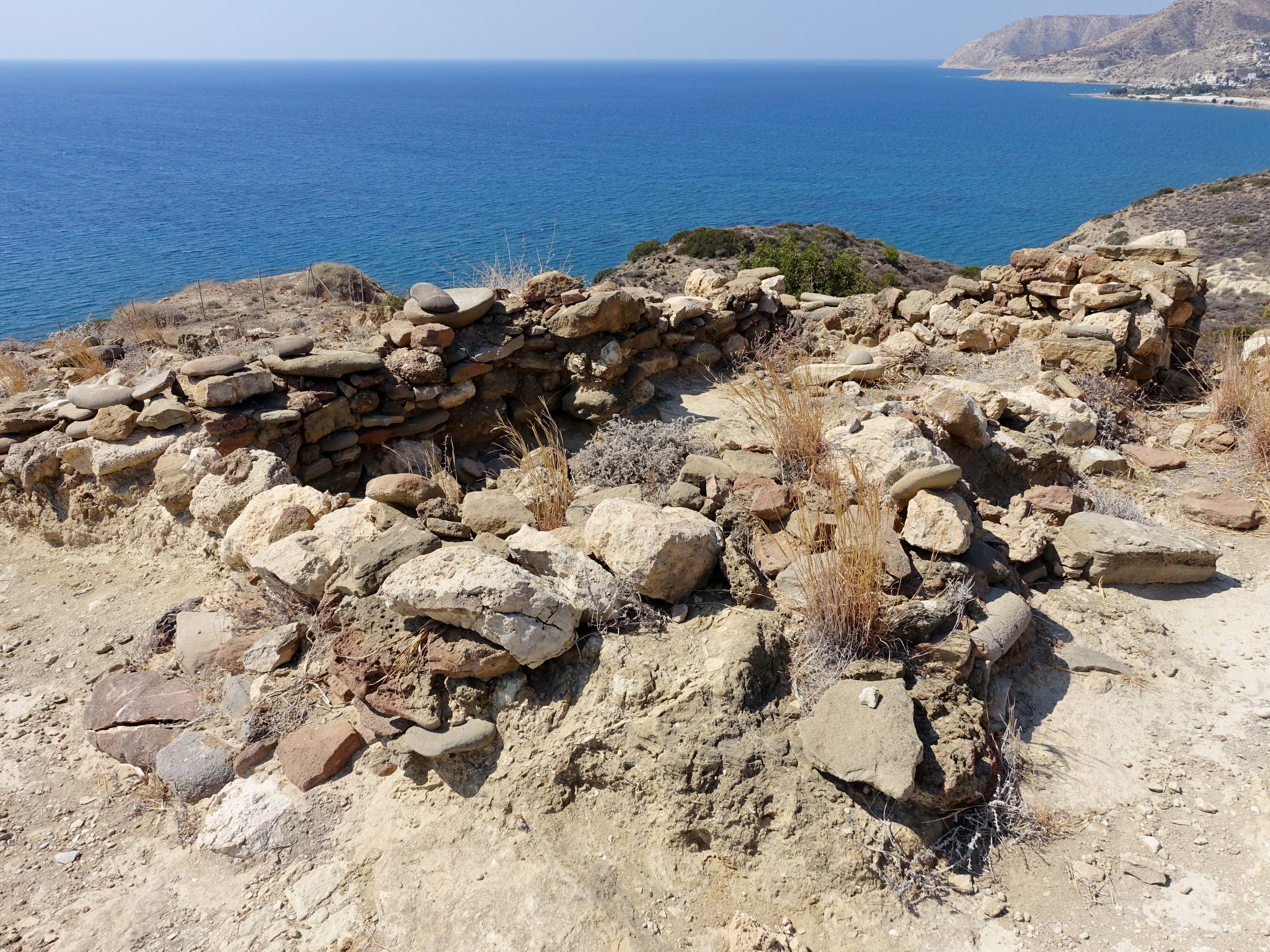
Ausgrabungsstätte von Fournou Koryfi

Fournou Koryfi (griechisch Φούρνου Κορυφή), auch Phournou Koryphi, ist eine archäologische Ausgrabungsstätte im Südosten der griechischen Insel Kreta. Sie befindet sich in der Gemeinde Ierapetra des Regionalbezirks Lasithi etwa zwei Kilometer östlich des Ortes Myrtos (Μύρτος). Die freigelegten Siedlungsreste auf einer 66 Meter hohen Erhebung vor der Küste stammen aus frühminoischer Zeit im 3. Jahrtausend v. Chr.

## Geschichte
Fournou Koryfi liegt oberhalb der Küstenstraße ungefähr 100 Meter Luftlinie vor der Südküste Kretas. 1,7 Kilometer westlich der Ausgrabungsstätte wurde eine weitere minoische Siedlung entdeckt, Myrtos Pyrgos. Letztere bestand wie Fournou Koryfi in der frühminoischen Zeit der Phase FM II A, wurde jedoch nach beiden Siedlungen gemeinsamen Zerstörungen durch großflächige Brände in FM II B weiter bewohnt. In Fournou Koryfi reißt die Siedlungstätigkeit nach dem Zerstörungshorizont in der Phase FM II B ab. Die Ausgrabungen der 1962 entdeckten Siedlung fanden 1967 und 1968 für die British School at Athens unter der Leitung von Peter Warren statt. Eine Auswertung der Grabungsergebnisse wurde von ihm 1972 publiziert.

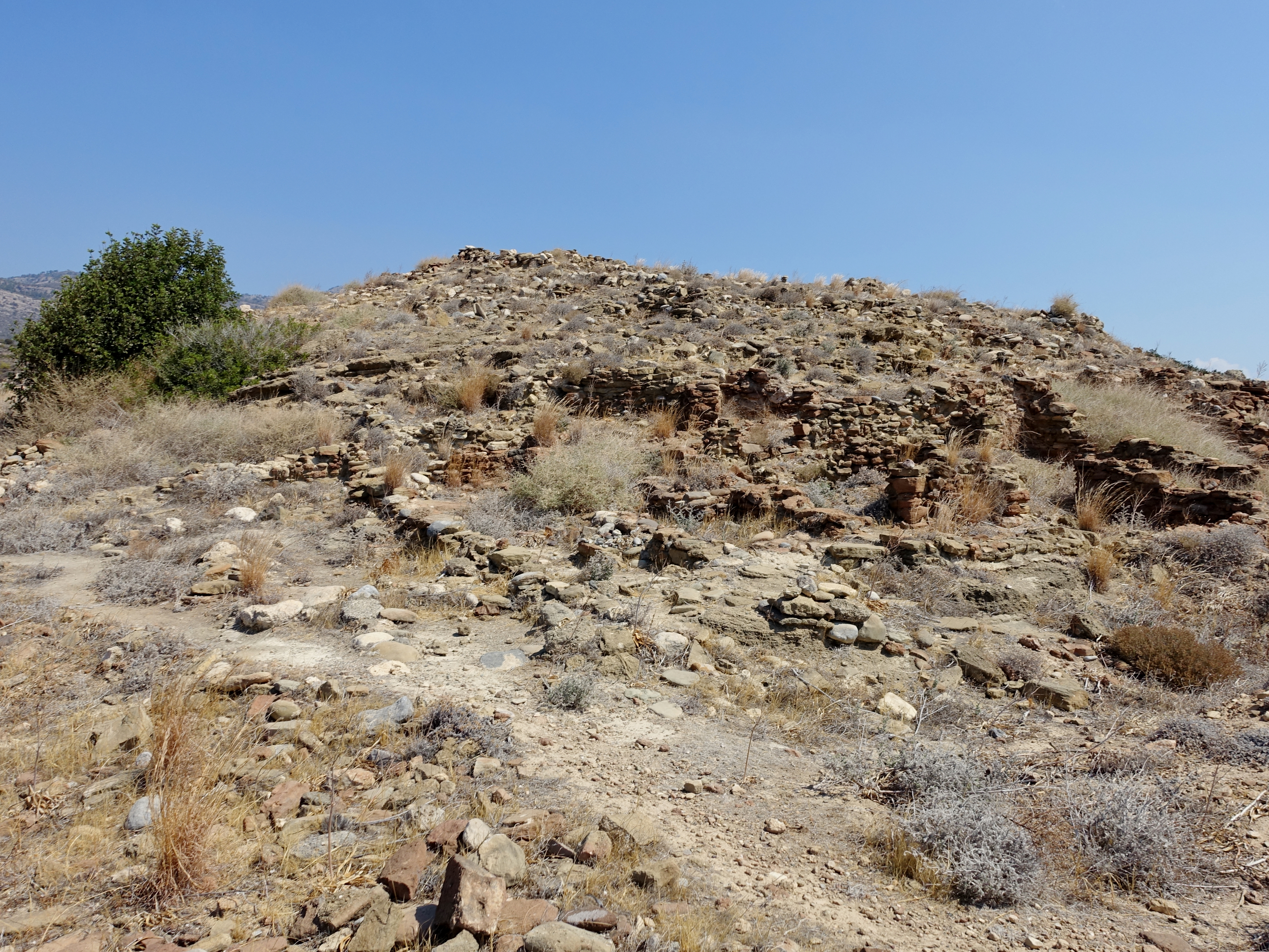
Kultzentrum an der Südwestseite

Nach Peter Warren geht man von zwei aufeinanderfolgenden Besiedlungsphasen der 200 Jahre bestehenden Siedlung aus. Sie entstand in der Mitte des 3. Jahrtausends v. Chr. auf der Spitze des Hügels. Der Besiedlungsphase in FM II A folgte eine zweite, flächenmäßig größere in FM II B, endend mit einer Brandkatastrophe, die zur Aufgabe des Ortes führte. Eine spätere Neubesiedlung fand nach den Erkenntnissen der Ausgrabung nicht statt. Die Ausgrabungsstätte nimmt eine Fläche von 1250 m² ein. Nach Warren war die Siedlung von einer Steinmauer mit zwei Eingängen umgeben, am Südeingang von einer Bastion verstärkt. Die zellenartigen einstöckigen Gebäude waren aus großen unregelmäßigen Steinen und Lehmziegeln in aneinandergereihter Bauweise errichtet. Sie waren innen weiß gekalkt und teilweise mit roter Bemalung versehen, von der Reste festgestellt werden konnten. Neben den Wohnkomplexen gab es kleine offene Plätze, von dem der an der Südwestseite der Siedlung Reste einer Pflasterung mit großen Steinplatten aufweist, die möglicherweise eine annähernd rechteckige Fläche von 12 m² eingenommen haben könnte.

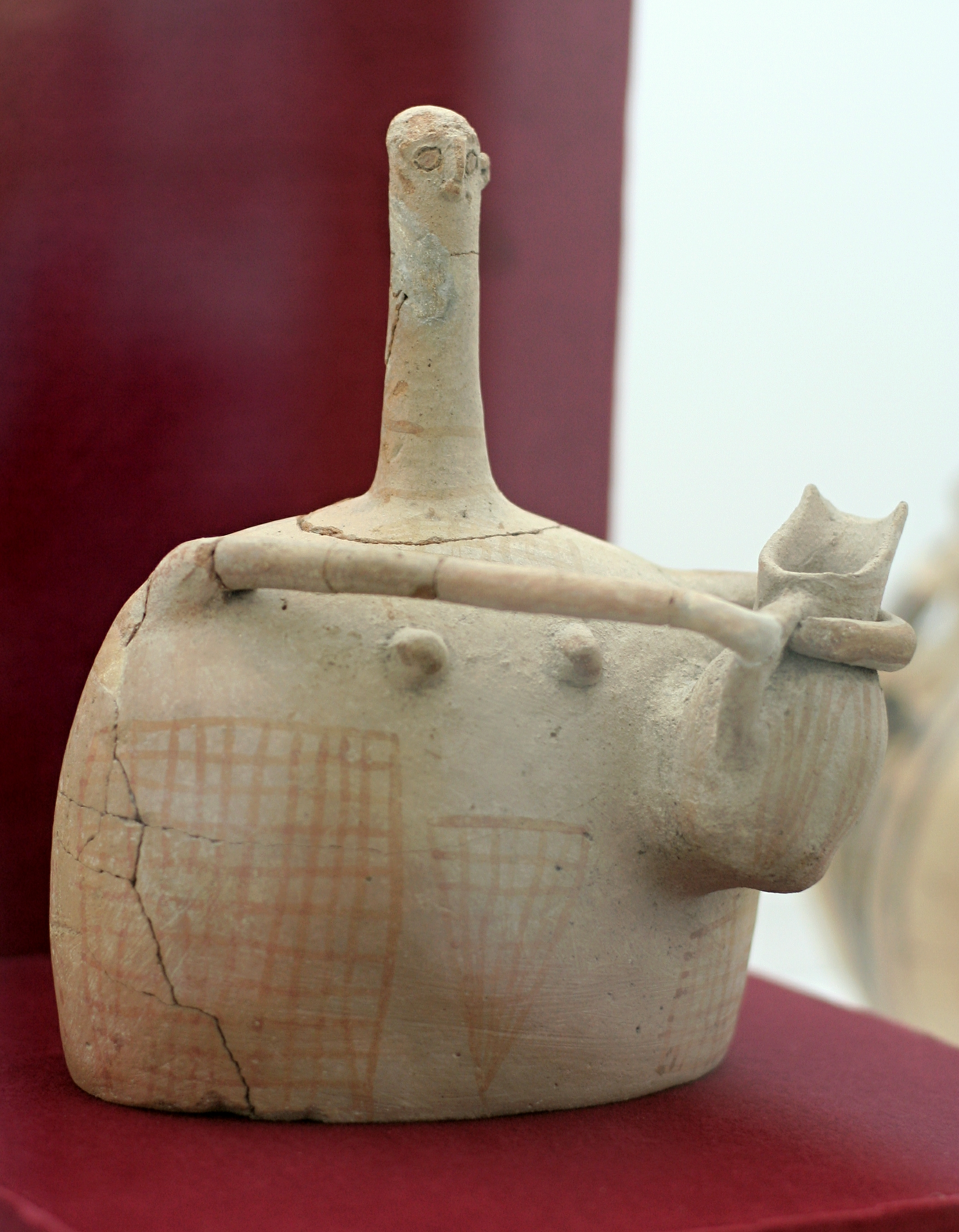
„Göttin von Myrtos“

Peter Warren interpretierte die etwa 90 Räume der Phase FM II B in Fournou Koryfi als eine Siedlung für 100 bis 120 Personen die in einer Gruppe, einem Clan oder einer erweiterten Familie, ohne Anzeichen einer Hierarchie lebten. Dem widersprach der Prähistoriker und Archäologe Keith Branigan, der aufgrund der Grabungsergebnisse zu der Ansicht kam, dass es sich um eine „Villa“ einer lokal wichtigen Person handelte. Die nördlichen sehr kleinen Räume seien Lager und Arbeitsstätten zum Waschen und Bearbeiten von Wolle gewesen, zur Vorbereitung der Herstellung von Kleidung. Einigkeit bestand in der Lokalisierung eines Kultkomplexes im südwestlichen Bereich, wo in zwei aneinandergrenzenden Räumen ein offensichtlich bewusst dort platzierter Schädel eines 20- bis 30-jährigen Mannes ohne weitere Skelettreste und die „Göttin von Myrtos“, ein Weihgefäß (Rhyton) in Form einer Frauengestalt, gefunden wurden, die beide als Kultgegenstände aufgefasst werden. Warren hielt eine Ahnenverehrung für wahrscheinlich.

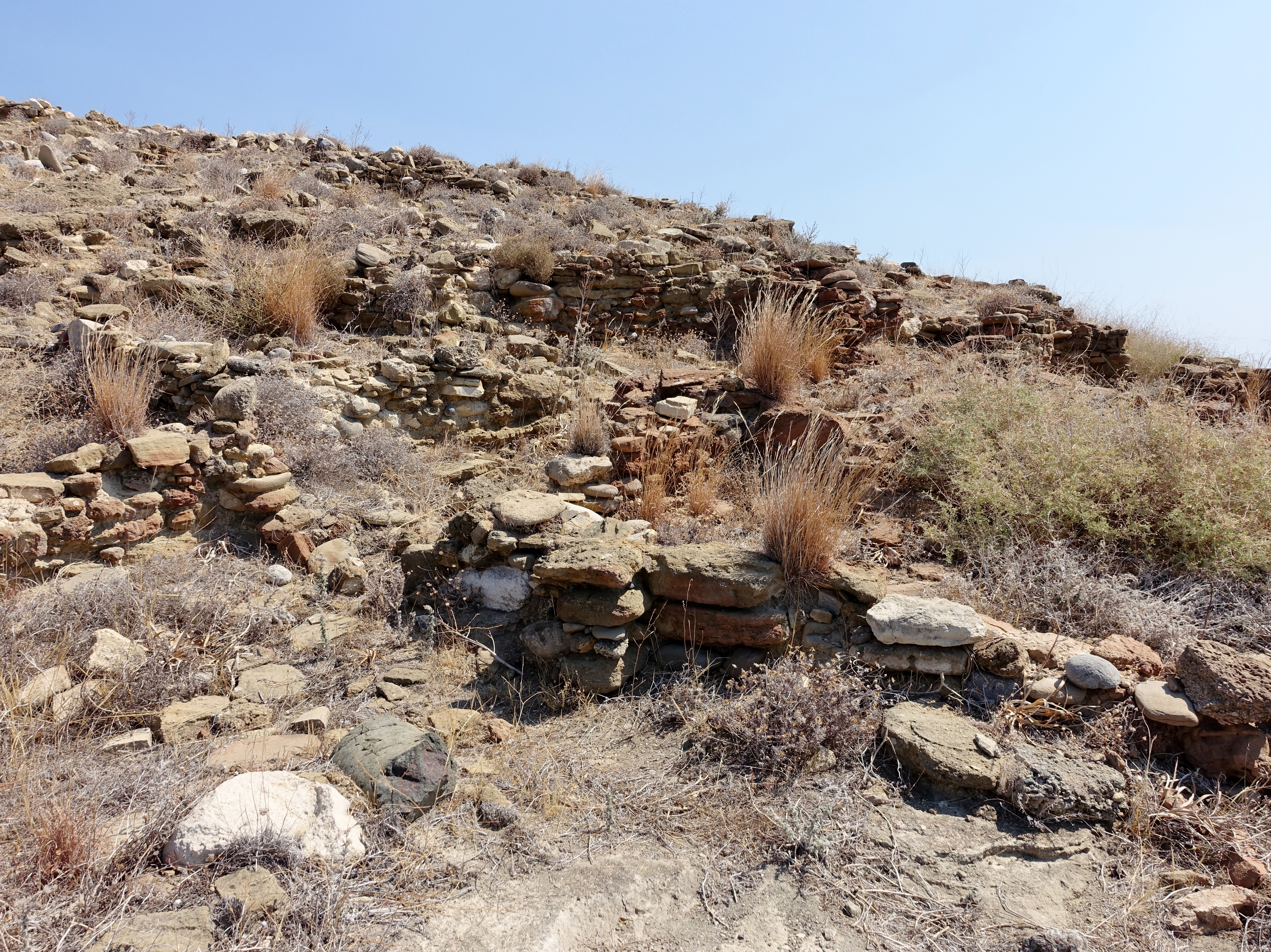
„Altarsteine“ (rechte Seite) neben dem Fundort der „Göttin von Myrtos“

Eine Neubewertung der Grabungsbefunde nahm der Archäologe Todd Whitelaw vor. Er sprach von fünf bis sechs Haushalten zu vier bis sechs Personen, die die Siedlung in FM II B bewohnten. Dies entspräche einer Einwohnerzahl von 25 bis 30 Personen mit vergleichbaren Aktivitäten innerhalb ihrer Haushaltseinheiten oder Familien. Mit sechs gefundenen Schalensteinen, vier aus flachen, zwei aus dickeren Platten, entspricht diese Zahl in etwa der Anzahl der nach Whitelaw in Fournou Koryfi siedelnden Kernfamilien. Es handelt sich dabei um Steine mit kreisförmig angeordneten Vertiefungen, möglicherweise Reibsteine, die sich in späterer Zeit zu Kernoi entwickelten. Whitelaw bezweifelte den Fundort der „Göttin von Myrtos“ als öffentliches Heiligtum. Er sieht hier ein Wohn- und Wirtschaftsgebäude, vergleichbar mit den anderen der Siedlung. Die geringen Unterschiede in der Qualität und Quantität der Fundstücke ist für Whitelaw ein Indiz für nur geringe Statusunterschiede der in Fournou Koryfi lebenden Familien.

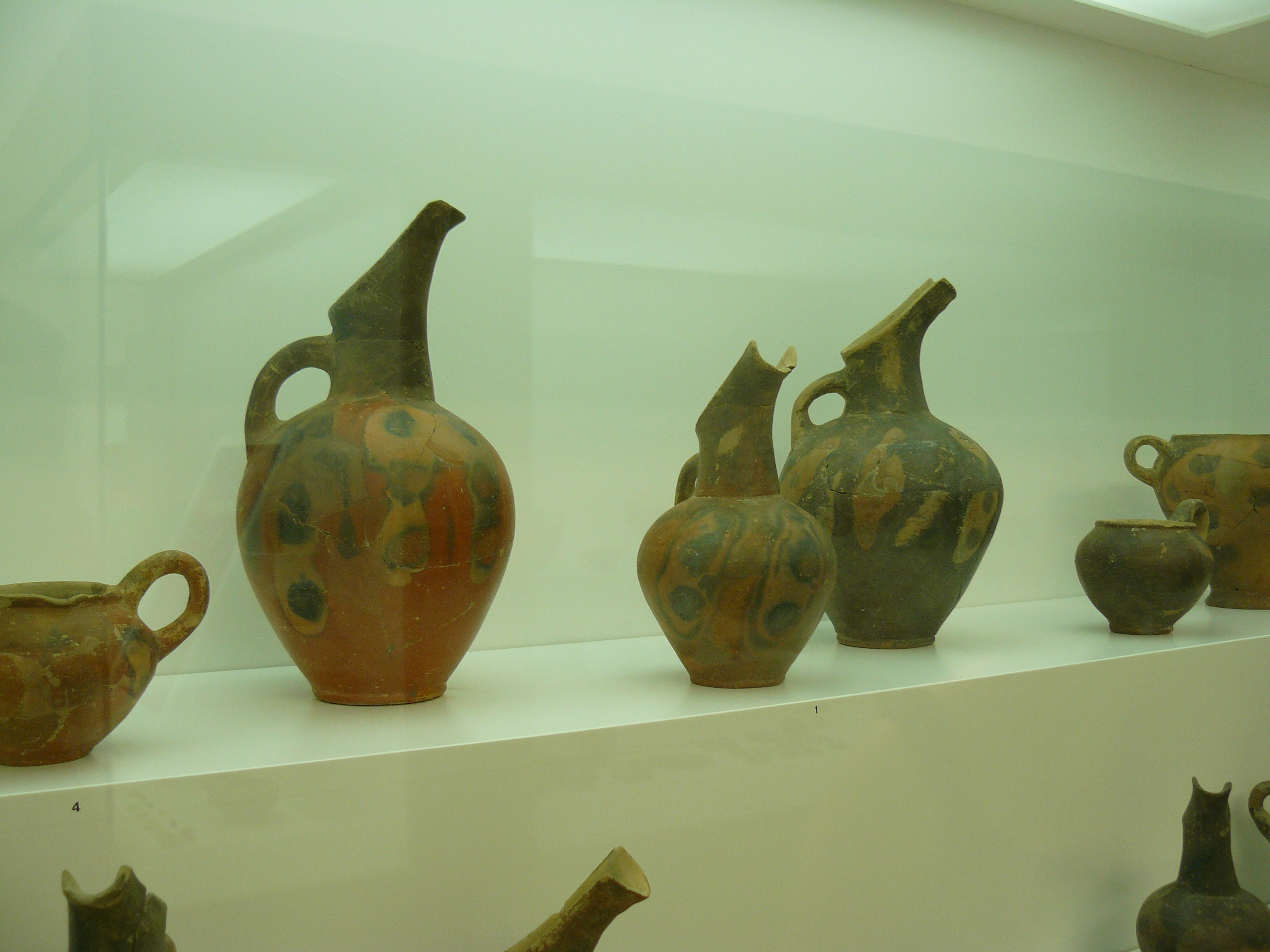
Schnabelkannen im Vassiliki-Stil aus Fournou Koryfi

Neben Knochen und Muscheln fanden sich in Fournou Koryfi unterschiedliche Keramikgefäße und -fragmente im Koumassa- und im Vassiliki-Stil, darunter etliche Schnabelkannen. Der Vassiliki-Stil ist nach der etwa 20 Kilometer entfernten Fundstätte von Vassiliki benannt. Weitere Funde weisen darauf hin, dass es neben Wohn-, Küchen- und Lagerräumen auch Werkstätten für Keramikproduktion, Webereien und Räume zur Wein- und Olivenverarbeitung gab.
Als bedeutendstes Fundstück aus Fournou Koryfi wird die „Göttin von Myrtos“ angesehen. Es handelt sich dabei um eine 21,1 cm hohe Figur aus Terrakotta, die heute im archäologischen Museum von Agios Nikolaos ausgestellt ist. Ihr Fundort (Koordinaten: 35° 0′ 23,9″ N, 25° 36′ 32,9″ O) unmittelbar südlich der ovalen Konstruktion zweier Steinblöcke war Anlass, diese als Altar aufzufassen, von dem die Figur heruntergefallen sein könnte. Bei einer Höhe von 13 cm ist der „Altar“ 66 cm lang und 44 cm breit. Der nördliche Altarstein besteht aus lokalem Sandstein, der südliche aus verschiedenfarbigem Konglomeratgestein von einem anderen Ort. Eine praktische Verwendung der „Göttin von Myrtos“ ist auszuschließen. Die einzige Öffnung zum Hohlraum des glockenförmigen stilisierten Frauenkörpers befindet sich an der 9,1 cm großen Kanne, die die Figur im linken Arm hält. Arme, Brüste, das vorhandene Ohr und das Kinn der „Göttin“ ohne Füße und mit dem überlangen Hals wurden angesetzt, Nase und Mund ausgeformt, die Augen ringförmig eingedrückt. Die Figur weist eine rote Bemalung auf, die Augen, Halsbänder, Kleidung und Schamdreieck sowie eine Dekoration der Miniaturkanne im linken Arm wiedergeben.
Im Museum des Ortes Myrtos gibt es ein Modell der Siedlung Fournou Koryfi im Maßstab 1:40. Es wurde von dem Museumsverwalter John Atkinson auf der Basis des Grabungsberichts von Peter Warren modelliert.

Ausgrabungsstätte
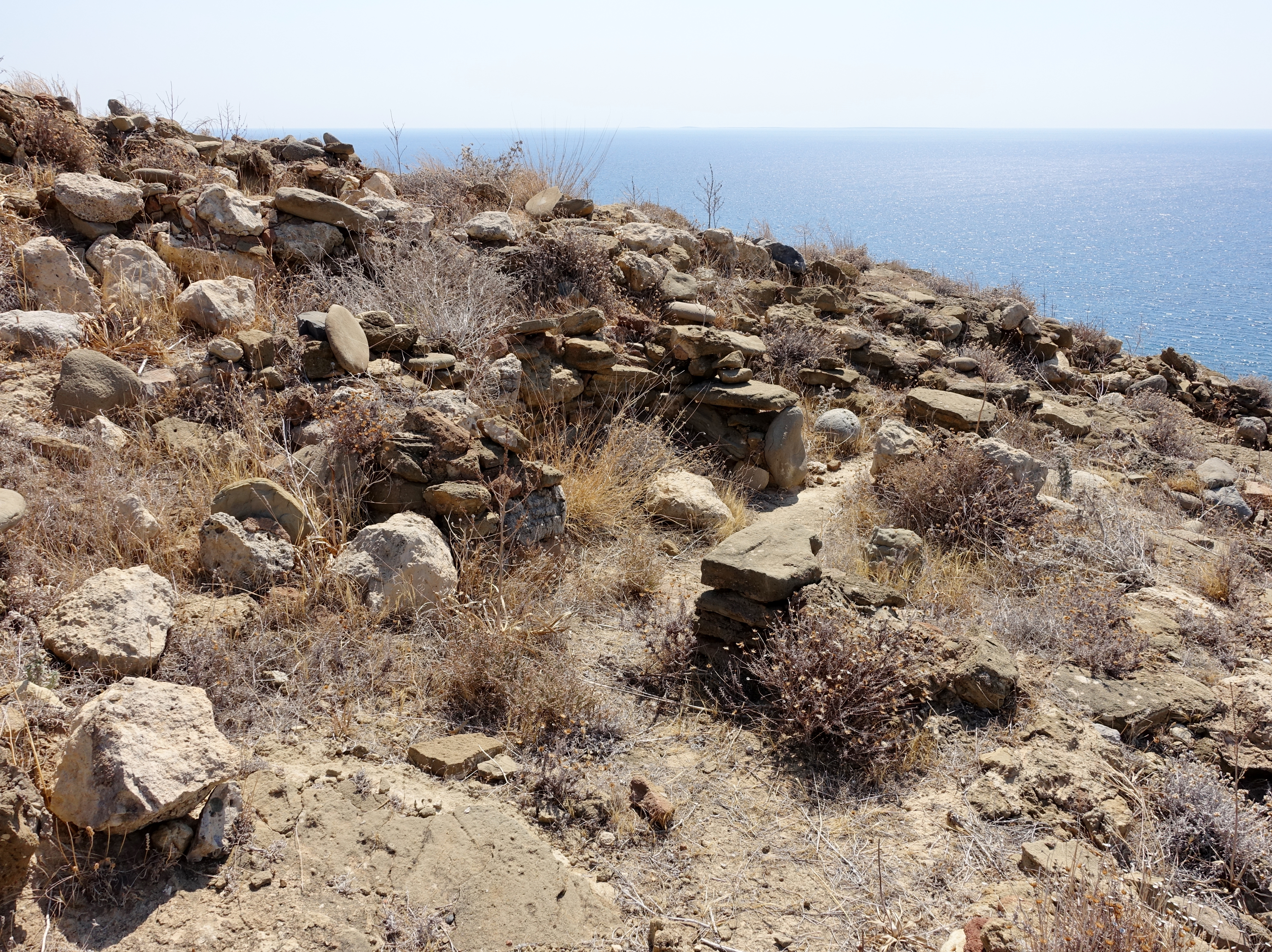
Westseite der Siedlung
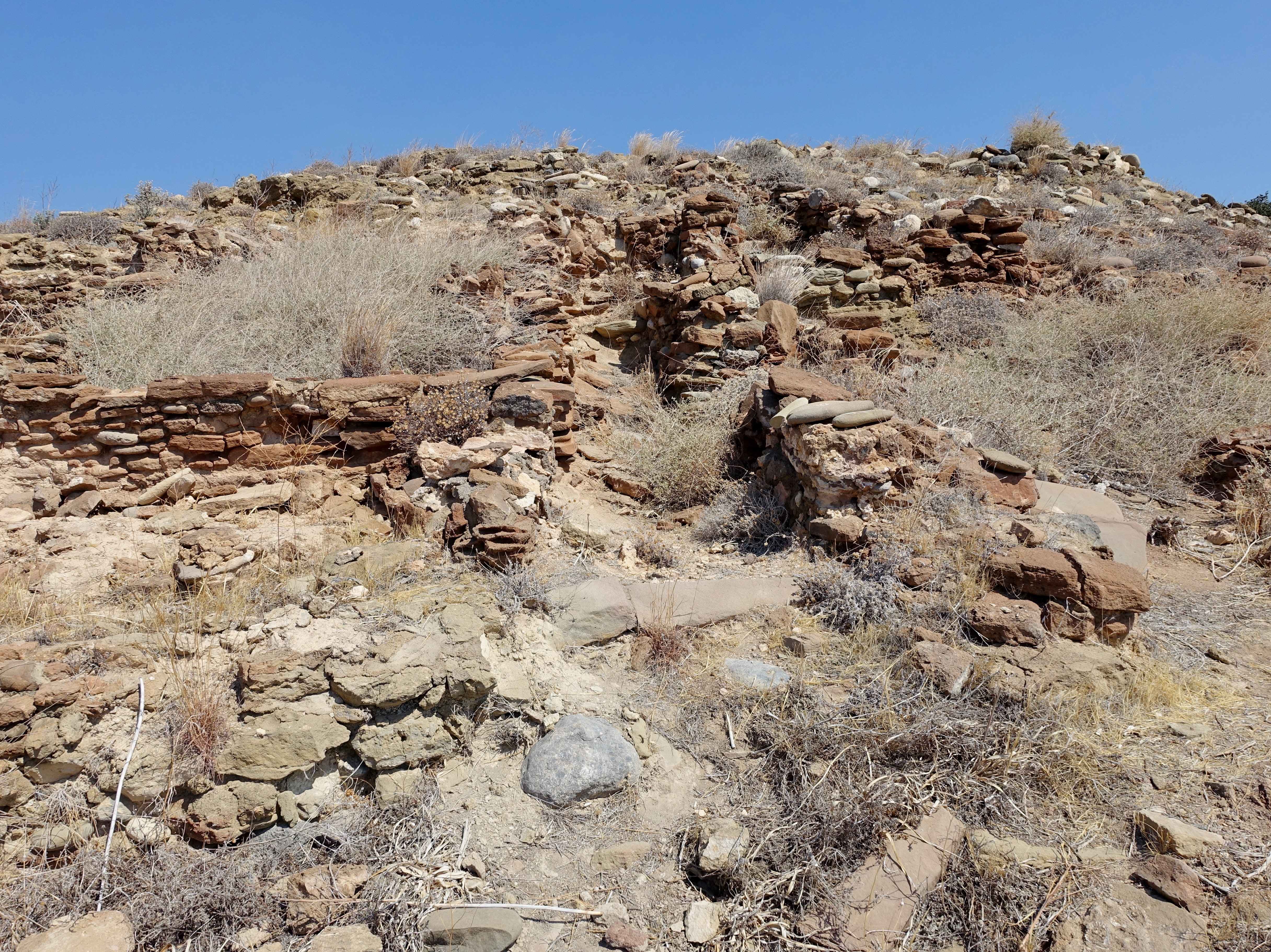
Südlicher Eingang
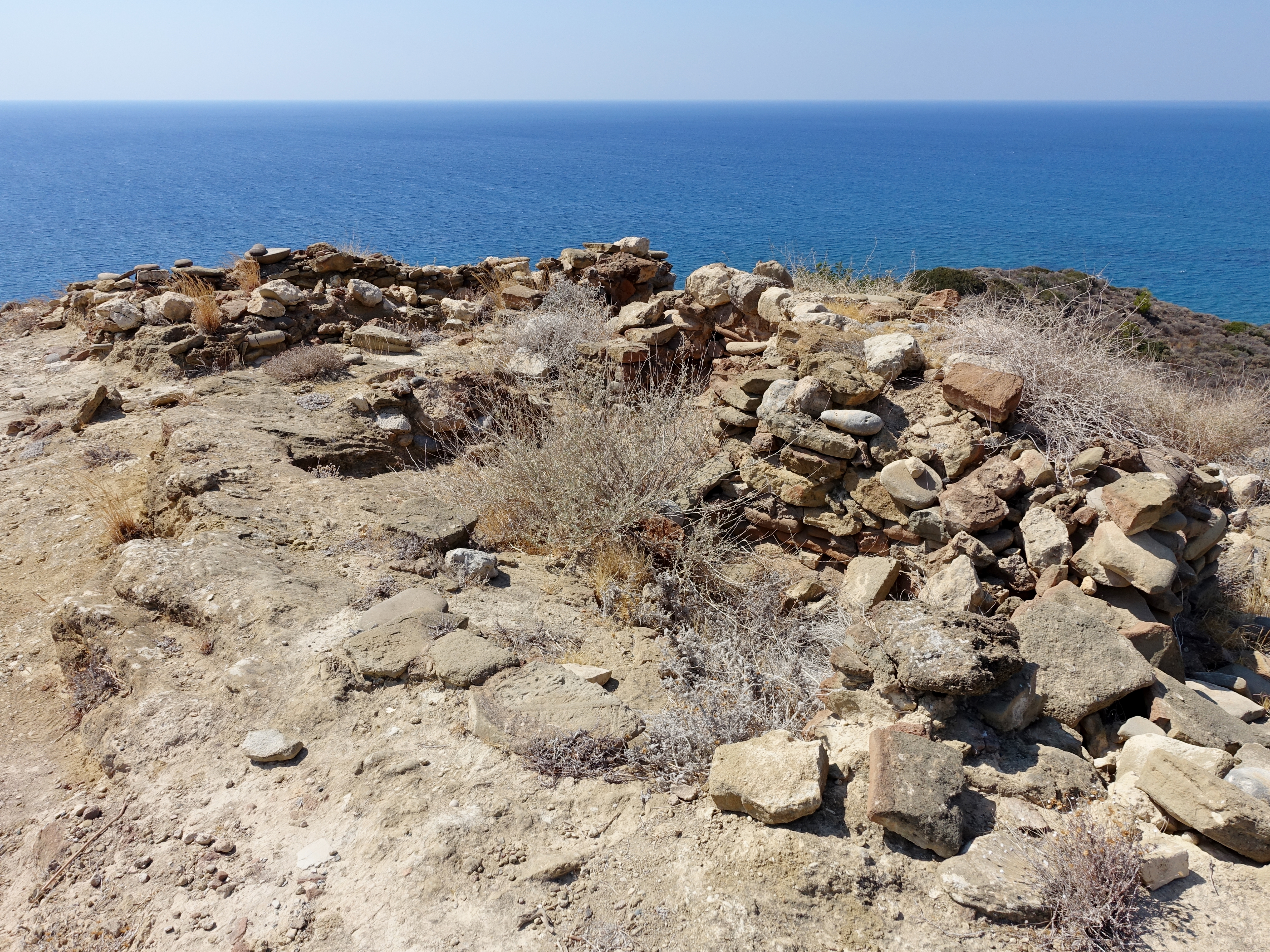
Zentraler Siedlungsbereich
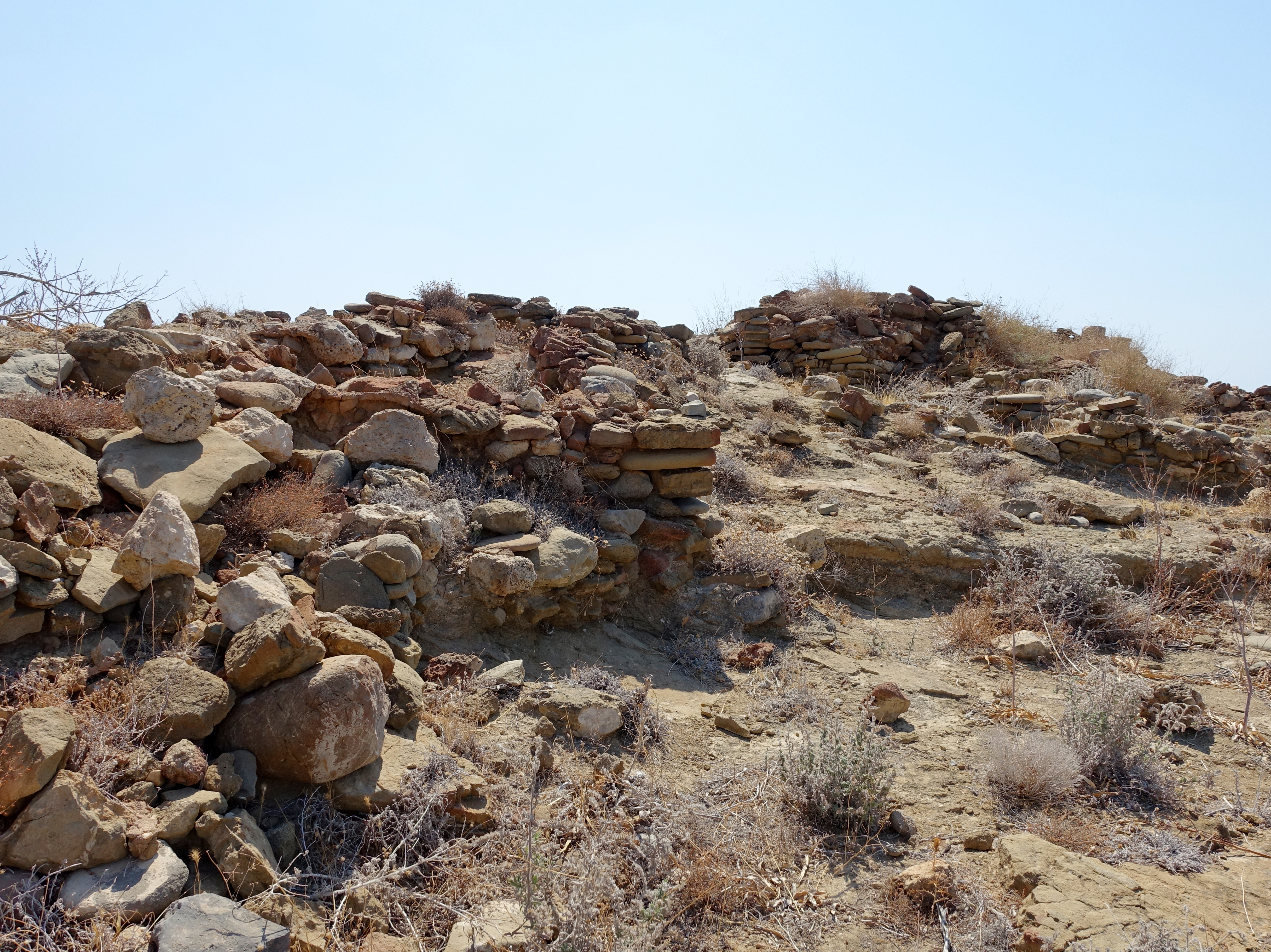
Nördliche Gebäude